# Caterina Ginnasi
Caterina Ginnasi (* um 1590 in Rom; † 30. November 1660 ebendort) war eine italienische Malerin und Wohltäterin.

## Leben
Sie war die einzige Tochter von Dionisio aus Castel Bolognese und Anwalt der Familie Colonna, und Faustina Gottardi, die 1646 starb. Alle Autoren beziehen sich auf Passeri als wichtigste Quelle für biografische Informationen über Caterina Ginnasi.
Die Familie lebte in Rom, im Palazzo Ginnasi in der Via delle Botteghe Oscure, zusammen mit ihrem Onkel, dem Kardinal Domenico Ginnasi. Da sie bereits sehr Jung Halbwaise wurde, beschloss ihr Onkel, Caterina mit ihrem Cousin ersten Grades Francesco Ginnasi zu verheiraten. Das Mädchen lehnte jedoch ab, denn sie zog die Malerei und die Beschäftigung mit dem Göttlichen der Hausarbeit vor. Ihr Onkel vertraute sie daher dem römischen Maler Gaspare Celio an, der dank des Kardinals einen Auftrag für die Taufkapelle im Petersdom erhalten hatte.
Caterina Ginnasi trat in die Werkstatt des Malers Giovanni Lanfranco aus Parma ein, der 1627–1628 Fresken in der Basilika Santa Maria in Domnica, bekannt als Santa Maria alla Navicella, malte und die Decke der Galerie im Palazzo Ginnasi mit einem Pfingstbild in Öl (1629–32) schmückte, das später in das Gewölbe der Kapelle im Palazzo Ginnasi übertragen wurde. Im Frühjahr 1634 reiste Lanfranco nach Neapel. Caterina malte Gemälde für die Kirche Santa Lucia alle Botteghe Oscure, die der Architekt Orazio Torriani zwischen 1629 und 1630 umgestaltete und in den Palazzo Ginnasi integrierte. Die Kirche wurde um 1936 zerstört, um die Via delle Botteghe Oscure zu verbreitern, und wurde im Inneren des Palastes mit kleineren Abmessungen wieder aufgebaut. Das Eingangsportal der Kirche, das von einer Madonna überragt wird, ist von der Straße aus sichtbar. Caterina Ginnasi malte das Altarbild Martyrium der heiligen Lucia für den Hauptaltar und ein Abendmahl, das später in Form einer Lünette geschnitten wurde. Für die Apsis malte sie ein Oval mit einer Madonna und für eine Kapelle einen Heiligen Bischof Biagio, dessen Gesichtszüge ihrem Onkel gleichen.

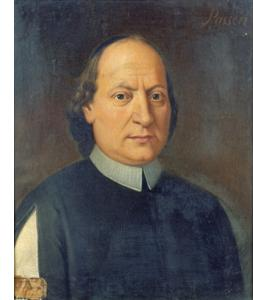
Porträt von Giovanni Battista Passeri

Im Katalog der Belle Arti di Roma aus dem Jahr 1925 heißt es, dass sich die Werke mit Ausnahme des Ovals mit der Madonna noch in der Kirche befinden, und auch ein Heiliger Josef, Öl auf Leinwand, der sich in der linken Kapelle befand, wurde Ginnasi zugeschrieben. Die einzigen Werke, die heute noch erhalten sind, sind das Altarbild mit dem Martyrium der heiligen Lucia und die Lünette mit dem Abendmahl. Eine gewisse Naivität der Malerin, vor allem in den Gesichtern, wird durch die großzügige Farbgebung und das für Lanfranco charakteristische Helldunkel aufgelöst.

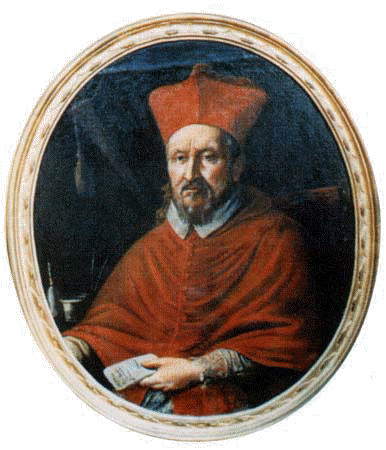
Porträt des Kardinal Domenico Ginnasi

1632 widmete sich Caterina Ginnasi der Ausschmückung der Ginnasi-Kapelle (oder der Schutzheiligen) in der Kathedrale von Velletri, die von Kardinal Domenico in Auftrag gegeben wurde. Die Gemälde wurden 1824 entfernt und sind seitdem verschollen. Caterina hatte ein großes Altarbild mit der Madonna und den vier Schutzheiligen von Velletri, an den Seiten die Heiligen Eleuterio und der Heiligen Ponziano, gemalt. In den Ecken der Kuppel malte sie die vier Evangelisten.
Von ihr stammt das Altarbild im Oratorium Ss. Angeli Custodi in Rom, das sich an der Straße zwischen dem Trevi-Brunnen und der Piazza Barberini befand, und zwischen 1928 und 1929 abgerissen wurde, um die Via del Tritone zu verbreitern. Das Gemälde, das einen Engel darstellt, der ein Kind auf dem Weg ins Paradies begleitet, entstand um 1637 und wurde 1681 durch ein Gemälde eines anderen Künstlers ersetzt.
1638 schrieb sich Caterina Ginnasi an der Accademia di San Luca ein, in deren Archiv sie 1651 zusammen mit den Malerinnen Anna Maria Vaiana, Giovanna Garzoni, Felicia Orlandi und Giustiniana Guidotti erwähnt wird. In einem Dokument aus dem Jahr 1661, das sich in der Accademia di San Luca befindet, wird Caterina Ginnasi zusammen mit denselben Künstlern wie 1651 und außerdem mit Plautilla Bricci, Ippolita de Biagi und Maddalena Corvini erwähnt.
Im Jahr 1639 wurden unter den von Kardinal Ginnasi vermachten Besitztümern folgende Gemälde seiner Nichte aufgeführt: die Heilige Katharina von Alexandria, die Himmelfahrt der Jungfrau, der Erzengel Michael und die Madonna mit den vier Schutzheiligen von Velletri, möglicherweise eine Kopie des Altarbildes im Dom von Velletri. In Sarzana wurde in einer Privatsammlung ein Porträt von Kardinal Ginnasi Caterina zugeschrieben, die zwei weitere Ölbilder auf Leinwand malte, eine Geburt Christi und eine Pietà, die sich im 18. Jahrhundert in der Sammlung von Kardinal Carlo Pio di Savoia der Jüngere befanden.

### Fromme Einrichtungen
Nach dem Tod ihres Onkels, des Kardinals, erhielt Caterina Ginnasi eine reiche Rente und kümmerte sich um das Kloster „Corpus Domini“, das ihr Onkel 1637 im Palazzo Ginnasi gegründet hatte, und nach einer strengen Auslegung der Regel der heiligen Teresa für 27 Nonnen vorgesehen war, welche in Rom als „monache ginnasie“ bekannt waren. Caterina kümmerte sich auch um die „Confraternita di Santa Maria Costantinopolitana del Suffragio“, deren Bezugspunkt die Familienkapelle in der Kathedrale von Velletri war. Diese frommen Einrichtungen waren vom Kardinal mit einem reichen Vermögen ausgestattet worden, das von seiner Nichte verwaltet wurde. In Velletri richtete Caterina das alte Pfandhaus wieder ein, das ab 1640 den Namen „Sacro Monte di pietà Ginnasi“ trug.
Ein wahrscheinliches Porträt der Malerin ist eine Büste aus Carrara-Marmor, die im Victoria and Albert Museum in London aufbewahrt wird, auf 1660 datiert ist und dem Bildhauer Cosimo Fancelli zugeschrieben wird.